# Zwemmen op de Olympische Zomerspelen 1948

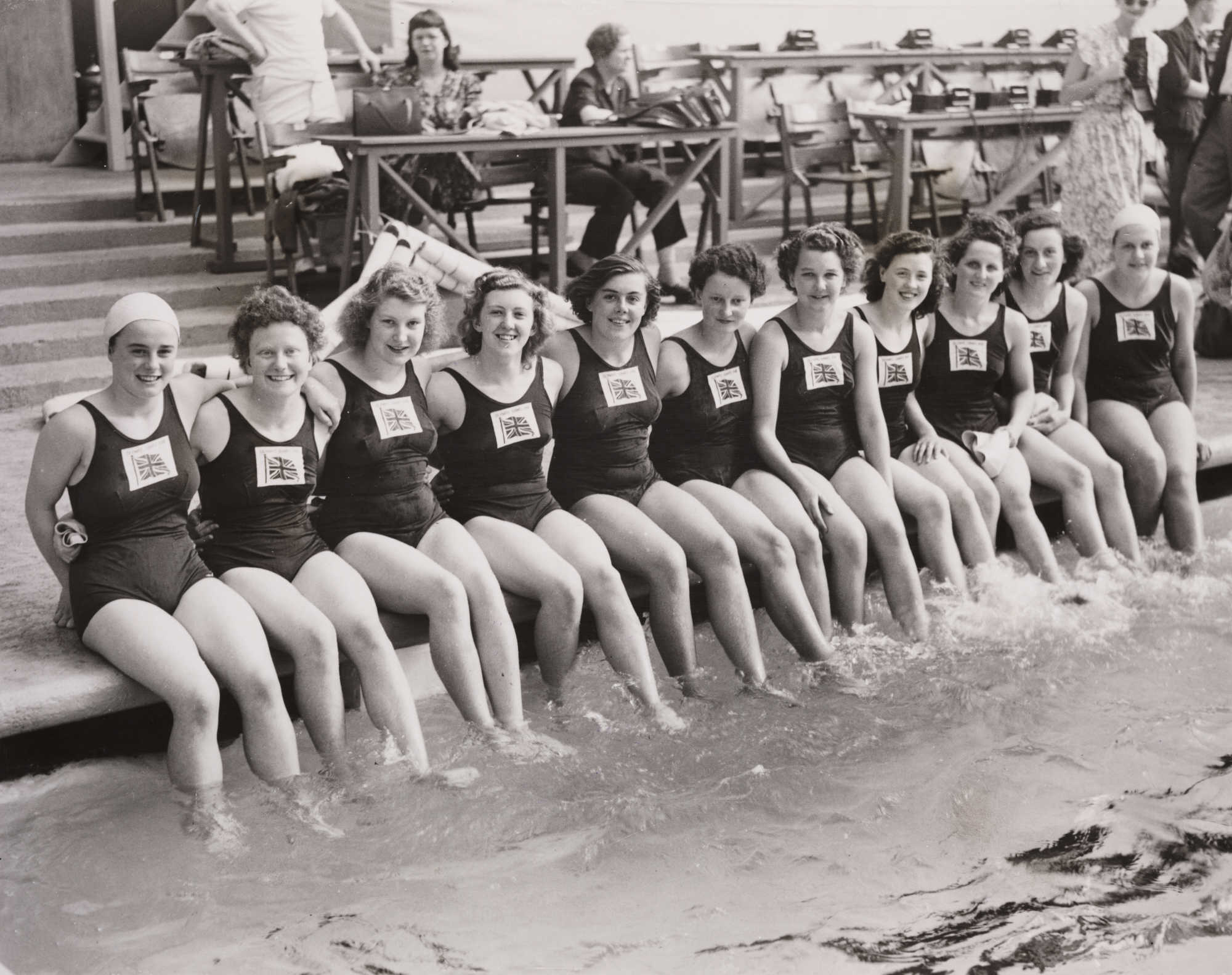
het vrouwenteam van Groot-Brittannië

Zwemmen is een van de sporten die beoefend werden tijdens de Olympische Zomerspelen 1948 in Londen.

## Heren

### 100 m vrije slag
| rang   | sporter         | land | tijd    |
| ------ | --------------- | ---- | ------- |
| Goud   | Walter Ris      | USA  | OR 57.3 |
| Zilver | Alan Ford       | USA  | 57.8    |
| Brons  | Géza Kádas      | HUN  | 58.1    |
| 4      | Keith Carter    | USA  | 58.3    |
| 5      | Alex Jany       | FRA  | 58.3    |
| 6      | Per-Olof Olsson | SWE  | 59.3    |
| 7      | Zoltán Szilárd  | HUN  | 59.6    |
| 8      | Taha EI Gamal   | EGY  | 1:00.5  |

### 400 m vrije slag
| rang   | sporter          | land | tijd      |
| ------ | ---------------- | ---- | --------- |
| Goud   | William Smith    | USA  | OR 4:41.0 |
| Zilver | James McLane     | USA  | 4:43.4    |
| Brons  | John Marshall    | AUS  | 4:47.4    |
| 4      | Géza Kádas       | HUN  | 4:49.4    |
| 5      | György Mitró     | HUN  | 4:49.9    |
| 6      | Alex Jany        | FRA  | 4:51.4    |
| 7      | Jack Hale        | GBR  | 4:55.9    |
| 8      | Alfredo Yantorno | ARG  | 4:58.7    |

### 1500 m vrije slag
| rang   | sporter          | land | tijd    |
| ------ | ---------------- | ---- | ------- |
| Goud   | James McLane     | USA  | 19:18.6 |
| Zilver | John Marshall    | AUS  | 19:31.3 |
| Brons  | György Mitró     | HUN  | 19:43.2 |
| 4      | György Csordás   | HUN  | 19:54.2 |
| 5      | Marijan Stipetić | YUG  | 20:10.7 |
| 6      | Forbes Norris    | USA  | 20:18.8 |
| 7      | Donald Bland     | GBR  | 20:19.8 |
| 8      | William Heusner  | USA  | 20:45.4 |

### 100 m rugslag
| rang   | sporter              | land | tijd   |
| ------ | -------------------- | ---- | ------ |
| Goud   | Allen Stack          | USA  | 1:06.4 |
| Zilver | Robert Cowell        | USA  | 1:06.5 |
| Brons  | Georges Vallerey     | FRA  | 1:07.8 |
| 4      | Mario Cháves         | ARG  | 1:09.0 |
| 4      | Clemente Mejía Avila | MEX  | 1:09.0 |
| 6      | Jacobus Wiid         | RSA  | 1:09.1 |
| 7      | John Brockway        | GBR  | 1:09.2 |
| 8      | Bert Kinnear         | GBR  | 1:09.6 |

### 200 m schoolslag
| rang   | sporter           | land | tijd      |
| ------ | ----------------- | ---- | --------- |
| Goud   | Joe Verdeur       | USA  | OR 2:39.3 |
| Zilver | Keith Carter      | USA  | 2:40.2    |
| Brons  | Bob Sohl          | USA  | 2:43.9    |
| 4      | John Davies       | AUS  | 2:43.7    |
| 5      | Tone Cerer        | YUG  | 2:46.1    |
| 6      | Willy Otto Jordan | BRA  | 2:48.4    |
| 7      | Ahmed Kandil      | EGY  | 2:47.5    |
| 8      | Bob Bonte         | NED  | 2:47.6    |

### 4x200 m vrije slag
| rang   | sporters                                                                                                | land | tijd      |
| ------ | --- | ---- | --------- |
| Goud   | Walter Ris James McLane Wally Wolf William Smith Robert Gibe William Dudley Edwin Gilbert Eugene Rogers | USA  | WR 8:46.0 |
| Zilver | Imre Nyéki György Mitró Elemér Szathmáry Géza Kádas                                                     | HUN  | 8:48.4    |
| Brons  | Henri Padou jr. René Cornu Joseph Bernardo Alex Jany                                                    | FRA  | 9:08.0    |
| 4      | Martin Lundén Per-Olof Olsson Per-Olof Östrand Olle Johansson                                           | SWE  | 9:09.1    |
| 5      | Vanja Ilić Ciril Pelhan Janko Puhar Branko Vidović                                                      | YUG  | 9:14.0    |
| 6      | Horacio White José Durañona Juan Garay Alfredo Yantorno Augusto Canton                                  | ARG  | 9:19.2    |
| 7      | Ramón Bravo Prieto Angel Maldonado Campos Apolonio Castillo Díaz Alberto Isaac Ahumada                  | MEX  | 9:20.2    |
| 8      | Sergio de Alencar Rodrigues Willy Jordan Rolf Egon Kestener Aram Boghossian                             | BRA  | 9:31.0    |

## Dames

### 100 m vrije slag
| rang   | sporter              | land | tijd   |
| ------ | -------------------- | ---- | ------ |
| Goud   | Greta Andersen       | DEN  | 1:06.3 |
| Zilver | Ann Curtis           | USA  | 1:06.5 |
| Brons  | Marie-Louise Vaessen | NED  | 1:07.6 |
| 4      | Karen Margrete Harup | DEN  | 1:08.1 |
| 5      | Ingegärd Fredin      | SWE  | 1:08.4 |
| 6      | Irma Schuhmacher     | NED  | 1:08.4 |
| 7      | Elisabeth Ahlgren    | SWE  | 1:08.8 |
| 8      | Fritze Carstensen    | DEN  | 1:09.1 |

### 400 m vrije slag
| rang   | sporter                  | land | tijd      |
| ------ | ------------------------ | ---- | --------- |
| Goud   | Ann Curtis               | USA  | OR 5:17.8 |
| Zilver | Karen Margrete Harup     | DEN  | 5:21.2    |
| Brons  | Catherine Gibson         | GBR  | 5:22.6    |
| 4      | Fernande Caroen          | BEL  | 5:25.3    |
| 5      | Brenda Helser            | USA  | 5:26.0    |
| 6      | Piedade da Silva Tavares | BRA  | 5:29.4    |
| 7      | Fritze Carstensen        | DEN  | 5.29.4    |
| 8      | Nancy Lees               | USA  | 5:32.9    |

### 100 m rugslag
| rang   | sporter              | land | tijd      |
| ------ | -------------------- | ---- | --------- |
| Goud   | Karen Margrete Harup | DEN  | OR 1:14.0 |
| Zilver | Suzanne Zimmerman    | USA  | 1:16.0    |
| Brons  | Judith Davies        | AUS  | 1:17.0    |
| 4      | Ilona Novák          | HUN  | 1:18.0    |
| 5      | Ria van der Horst    | NED  | 1:19.0    |
| 6      | Dicky van Ekris      | NED  | 1:19.0    |
| 7      | Muriel Mellon        | USA  | 1:19.0    |
| 8      | Greetje Galliard     | NED  | 1:19.0    |

### 200 m schoolslag
| rang   | sporter          | land | tijd   |
| ------ | ---------------- | ---- | ------ |
| Goud   | Nel van Vliet    | NED  | 2:57.2 |
| Zilver | Nancy Lyons      | AUS  | 2:57.7 |
| Brons  | Éva Novák        | HUN  | 3:00.2 |
| 4      | Éva Székely      | HUN  | 3:02.5 |
| 5      | Jannie de Groot  | NED  | 3:06.2 |
| 6      | Elizabeth Church | GBR  | 3:06.1 |
| 7      | Tonnie Hom       | NED  | 3:07.5 |
| 8      | Jytte Hansen     | DEN  | 3:08.1 |

Nel van Vliet zwom een OR in de halve finales, tijd 2:57.0 min.

### 4x100 m vrije slag
| rang   | sporters                                                                                  | land | tijd      |
| ------ | ----------------------------------------------------------------------------------------- | ---- | --------- |
| Goud   | Marie Corridon Thelma Kalama Brenda Helser Ann Curtis                                     | USA  | OR 4:29.2 |
| Zilver | Eva Riise Karen Margrete Harup Greta Andersen Fritze Carstensen Elvi Carlsen              | DEN  | 4:29.6    |
| Brons  | Irma Schuhmacher Margot Marsman Marie-Louise Vaessen Hannie Termeulen                     | NED  | 4:31.6    |
| 4      | Patricia Nielsen Margaret Wellington Lillian Preece Catherine Gibson                      | GBR  | 4:34.7    |
| 5      | Mária Littomeritzky Judit Temes Ilona Novák Éva Székely                                   | HUN  | 4:44.8    |
| 6      | Eleanora Schmitt Maria Leao da Costa Talita de Alencar Rodrigues Piedade da Silva Tavares | BRA  | 4:49.1    |
| 7      | Josette Arène Gisele Vallerey Colette Thomas Ginette Jany Marie Foucher-Cretau            | FRA  | 4:49.8    |
| —      | Gisela Thidholm Elisabeth Ahlgren Marianne Lundquist Ingegärd Fredin                      | SWE  | DQ        |

## Medaillespiegel
| rang   | land             | goud | zilver | brons | totaal |
| ------ | ---------------- | ---- | ------ | ----- | ------ |
| 1      | Verenigde Staten | 8    | 6      | 1     | 15     |
| 2      | Denemarken       | 2    | 2      | 0     | 4      |
| 3      | Nederland        | 1    | 0      | 2     | 3      |
| 4      | Australië        | 0    | 2      | 2     | 4      |
| 5      | Hongarije        | 0    | 1      | 3     | 4      |
| 6      | Frankrijk        | 0    | 0      | 2     | 2      |
| 7      | Groot-Brittannië | 0    | 0      | 1     | 1      |
| totaal | totaal           | 11   | 11     | 11    | 33     |